# メナード美術館
メナード美術館（メナードびじゅつかん、英語表記：MENARD ART MUSEUM）は、愛知県小牧市にある美術館。日本メナード化粧品創業者の野々川大介と夫人の野々川美寿子が中心となって収集した美術コレクションをもとに建設された。印象派以降の西洋絵画、明治以降の日本人作家による日本画・洋画を主体とする他、版画、彫刻、工芸などの近現代美術及び古美術等の約1,500点を収蔵する。建物の設計・施工は東急建設株式会社。2008年（平成20年）5月から改修工事のため休館していたが、2009年（平成21年）4月25日にリニューアルオープンした。

## 年表
- 1986年（昭和61年）
  - 1月 - 建設工事開始[2]
  - 10月 - 建物完成[2]
- 1987年（昭和62年）10月28日 - 開館
- 2008年（平成20年）5月7日 - 改修工事開始
- 2009年（平成21年）
  - 4月24日- 報道関係者向けにプレオープン
  - 4月25日 - リニューアルオープン

## 主な収蔵作品

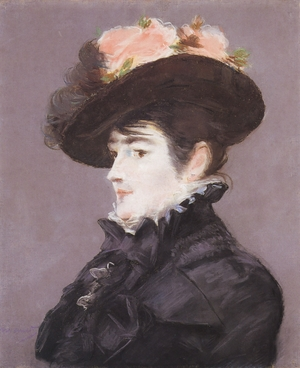
マネ『黒い帽子のマルタン夫人』 1881年

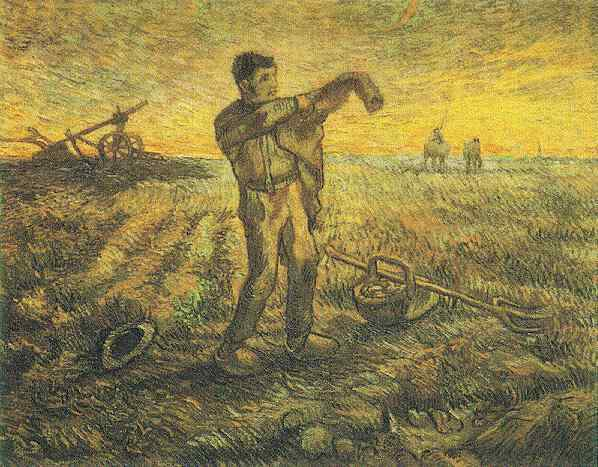
ゴッホ『一日の終わり（ミレーによる）』1889 - 1890年

### 西洋絵画
- ジャン＝バティスト・グルーズ

恋文 恋文〔1770～93頃〕
- ギュスターヴ・クールベ

デズデモーナの殺害〔1866〕
- ギュスターヴ・モロー

サロメの舞踏〔1876頃〕
- ダンテ・ゲイブリエル・ロセッティ

肖像〔1869〕
- エドゥアール・マネ

黒い帽子のマルタン夫人〔1881〕
杖を持つ男（ベラスケスによる）〔1865頃〕
- エドガー・ドガ

踊り子たち〔1893～98頃〕
- ポール・セザンヌ

麦藁帽子をかぶった子供 〔1896～1902頃〕
- オディロン・ルドン

夢想 〔1900～05頃〕
- クロード・モネ

チャリング・クロス橋 〔1899〕
- ピエール＝オーギュスト・ルノワール

読書する女 〔1895〕
- アンリ・ルソー

工場のある風景 〔1896～1906頃〕
- フィンセント・ファン・ゴッホ

石膏トルソ（女）〔1887～88〕
一日の終り（ミレーによる）〔1889～90〕
- アンリ＝エドモン・クロス

木陰のある浜辺〔1902〕
- フェルナン・クノップフ

婦人像 〔1905頃〕
- ジョルジュ・スーラ

働く農夫〔1882～83〕
アンサンブル（サーカスの客寄せ） 〔1887〕
- ジェームズ・アンソール

仮面の中の自画像 〔1899〕
オルガンに向かうアンソール 〔1933〕
- アンリ・ド・トゥールーズ＝ロートレック

ムーラン・ルージュの英国人 〔1892〕
マルセル・ランデール嬢〔1895〕
- ワシリー・カンディンスキー

切片〔1929〕
- ピエール・ボナール

青いジレを着たブロンドの女 〔1922〕
静物＝りんごと水差し〔1931頃〕
- エミール・ノルデ

森の小道〔1909〕
- エドゥアール・ヴュイヤール

縫う女〔1925〕
- アンリ・マティス

コリウール風景〔1905～06頃〕
ヴェールをかぶった女 〔1942〕
ジャズ 〔1947刊〕
椅子の女〔1939〕
- モーリス・ドニ

ダンス 〔1905頃〕
- ジョルジュ・ルオー

女曲馬師 〔1927〕
聖書風景〔1943～46〕
ミセレーレ〔1922～27／1948刊〕
サーカス（シュアレス版）〔1930〕
流れ星のサーカス〔1930～36／1938刊〕
パッション（受難）〔1930～36／1939刊〕
悪の華1936～38〔1936～38〕
- ライオネル・ファイニンガー

プロポーズ〔1907〕
- アルベール・マルケ

小船＝オンダイユ〔1926〕
- ジャック・ヴィヨン

草刈機の馬〔1949〕
- コンスタンティン・ブランクーシ

スタンディング・ボーイ スタンディング・ボーイ〔1913頃〕
- モーリス・ド・ヴラマンク

花瓶の花 〔1905～06頃〕
雪景〔1945～50頃〕
- キース・ヴァン・ドンゲン

二人の裸婦と風船 〔1905頃〕
道化師 〔1905～06頃〕
- ラウル・デュフィ

シシリー島風景〔1922〕
- パウル・クレー

イエロー・ガール（帽子をかぶった婦人）〔1919〕
植物のシンボル 〔1938〕
- アンドレ・ドラン

ビリヤード〔1913～14〕
- フェルナン・レジェ

4人の自転車のり 〔1945〕
- パブロ・ピカソ

オルガ・ピカソの像 〔1918〕
静物＝ローソク・パレットと牡牛の頭 〔1938〕
恋人たち〔1903～04〕
毛皮の襟をつけたオルガ〔1923／1930刷り〕
コップと酒壺〔1944〕
絵と横顔〔1964〕
- ジョルジュ・ブラック

青いテーブルクロス 〔1938〕
自転車 〔1952〕
- モーリス・ユトリロ

教会 〔1913〕
- ジュール・パスキン

ばら色のリボンの少女 〔1926〕
- ホアン・グリス

厩番の若者 厩番の若者〔1924〕
- マルク・シャガール

すみれ色の花 〔1943〕
夏＝収穫と落穂拾い〔1975〕
アラビアン・ナイト（『アラビアン・ナイト』からの4つの物語）〔1946／1948刊〕
ダフニスとクロエ〔1957-60／1961刊〕
神々の大地で〔1967刊〕
サーカス〔1967刊〕
- エゴン・シーレ

緑の袖の子ども（アントン・ペシュカ・ジュニア） 緑の袖の子ども（アントン・ペシュカ・ジュニア）〔1916〕
- ジョルジオ・モランディ

静物〔1953〕
- キスリング

花束 〔1918〕
- マックス・エルンスト

カディエール・ダジュールのれんが〔1928〕
- ジョアン・ミロ

猫と紐 〔1925〕
絵画〔1930〕
女、星〔1942〕
女と鳥 〔1972〕
- ベン・ニコルソン

1948.5.19（屋上＝セント・アイヴス）〔1948〕
1945（ペインティング）〔1945〕
- マッシモ・カンピーリ

裸婦〔1965〕
- ポール・デルヴォー

捧げもの〔1963〕
- ルネ・マグリット

地平線〔1938〕
星座 〔1942〕
宴 〔1957〕
- イヴ・タンギー

数の忘却〔1944〕
- マリノ・マリーニ

オペラ・グラフィカ（版画作品）〔1959～71／1972刊〕
- アントニ・クラーヴェ

曲芸師〔1954〕
王様（赤）〔1958～60頃〕
- ニコラ・ド・スタール

黄色い背景の静物 〔1953〕
黄色い瓶の中の花〔1954〕
- アンドリュー・ワイエス

ケネットの集会所〔1980〕
- アンディ・ウォーホル

花 〔1964〕
- ベルナール・ビュッフェ

石油ランプ 〔1951〕
コンフラン・サントノリーヌ〔1976〕
- ゲルハルト・リヒター

アブストラクト・ペインティングアブストラクト・ペインティング〔1992〕

### 日本画・日本洋画
- 横山大観 『海に因む十題・黒潮』
- 尾形光琳 『三十六歌仙図』 二曲一隻 紙本金地著色
- 岸田劉生 『林檎を持てる麗子』 1919年（大正8年） 水彩・紙
- 村上華岳 『聖蓮華』 1937年（昭和12年）

### 工芸
- 加藤唐九郎 『黄瀬戸鉦鉢』
- 北大路魯山人 『銀三彩葉形鉢』

### 彫刻
- オーギュスト・ロダン

「接吻接吻」〔1886〕
「バルザック像（最終習作）」
- アントワーヌ・ブールデル

「弓を引くヘラクレス弓を引くヘラクレス」〔1909〕
「スカーフを巻いたベートーヴェン」〔1891〕
「ぶどうを持つ女」〔1912〕
- アリスティード・マイヨール

「イール・ド・フランスイール・ド・フランス」〔1925〕
- アンリ・マティス

「肘かけ椅子の裸婦」〔1924〕
- アレクサンダー・アーキペンコ

「立像」〔1922〕
- アレクサンダー・カルダー

「青と赤の上に黒い円盤と黄と渦巻き」〔1960〕
- マリノ・マリーニ

「馬と騎手（街の守護神）」〔1949〕
「ウルリッヒ・ガッセルの肖像」〔1945〕
「手品師」〔1953〕
- アルベルト・ジャコメッティ

「小像(男)／小像(女)」〔1946頃〕
- 平櫛田中

「霊亀随」〔1949〕
「蕉翁像」〔1951〕
「釣隠」〔1953〕
- 高村光太郎

「栄螺」〔1930〕
「鯰」〔1931〕
- ヘンリー・ムーア

「母と子（直立）」〔1978〕
- 高田博厚

「美しきエミーI」〔1962〕
- 舟越保武

「N嬢」〔1975〕
「道東の四季・春（エスキース）」〔1976〕
「S嬢」〔1986〕
- 佐藤忠良

「帽子・冬帽子・冬」〔1979〕
「ふざけっこ」〔1964〕
「マント」〔1968〕
- 舟越桂

「長い休止符」〔1993〕
「月の降る森」〔2012〕

## 利用者数
1年間で約8万人の利用者があった（2006年（平成18年）度）。

## 所在地
愛知県小牧市小牧5丁目250番地

## 交通手段
- こまき巡回バスとピーチバス、および名鉄バスの「メナード美術館前」停留所下車、徒歩1～2分。

## 関連資料
- 『メナード美術館』メナード美術館編（1987年（昭和62年））
- 『Masterpieces from the Cllection of Menard Art Museum：1990 メナード美術館名作展』ブリヂストン美術館学芸部編（1990年（平成2年））
- 『メナード美術館所蔵名作選』メナード美術館編（1993年（平成5年））
- 『美との語らい：メナード美術館コレクション』NHKエデュケーナル企画・制作、メナード美術館監修・発行（1995年（平成7年）） - 映像資料
- 『MENARD ART MUSEUM』メナード美術館編（1997年（平成9年））
- 『メナード美術館コレクション500』メナード美術館編集・発行（2009年（平成21年））